# Tour de Okinawa
Die Tour de Okinawa (jap. ツール ド おきなわ, tsūru do Okinawa) ist ein japanisches Straßenradrennen.
Das Eintagesrennen wird seit 1989 auf dem Okinawa-Archipel ausgetragen. Von 2008 bis 2011 wurde es als zweitägiges Etappenrennen ausgetragen. Seit 1999 ist das Rennen für Profis zugelassen und gehörte mit der Austragung 2005 erstmals zur UCI Asia Tour. Dort ist es in die Kategorie 1.2 eingestuft. Rekordsieger ist Wong Kam Po aus Hongkong mit vier Erfolgen.

## Siegerliste
| - 1989 Kazuo Oishi - 1990 Kyoushi Miura - 1991 Takahiro Yamada - 1992 Gianluca Tarocco - 1993 Takahiro Yamada - 1994 Tomokazu Fujino - 1995 Wong Kam Po - 1996 Ken Hashikawa - 1997 Tomokazu Fujino - 1998 Wong Kam Po - 1999 Mark Walters | - 2000 Wong Kam Po - 2001 Makoto Iijima - 2002 Paul Redenbach - 2003 Kazuya Okazaki - 2004 Wong Kam Po - 2005 Yasutaka Tashiro - 2006 Takashi Miyazawa - 2007 Takashi Miyazawa - 2008 Yukiya Arashiro - 2009 Kenji Itami - 2010 Shin’ichi Fukushima | - 2011 Kazuhiro Mori - 2012 Thomas Palmer - 2013 Sho Hatsuyama - 2014 Nariyuki Masuda - 2015 Jason Christie - 2016 Nariyuki Masuda - 2017 Junya Sano - 2018 Alan Marangoni - 2019 Nariyuki Masuda - 2022 Benjamín Prades |